# جیئون (راهب)
جیئون (انگلیسی: Jion; ۱ ژانویهٔ ۱۳۵۱ – ۱ ژانویهٔ ۱۴۰۹) یک راهب ذن در دوره نانبوکوچو در قرن چهاردهم در ژاپن بود.